# Parafia św. Józefa w Makowie Mazowieckim
Parafia pw. św. Józefa w Makowie Mazowieckim – parafia rzymskokatolicka należąca do dekanatu makowskiego, diecezji płockiej, metropolii warszawskiej. 
Parafia jest jedną z dwóch parafii rzymskokatolickich w mieście Maków Mazowiecki. Została powołana około 1200 roku i jest najstarszą w mieście.
Kościołem parafialnym jest Kościół Bożego Ciała w Makowie Mazowieckim.
Od maja 2025 roku funkcję proboszcza sprawuje ks. Sebastian Pakulski.